# Carl Björk (fotbollsspelare född 2000)
Carl Sebastian Björk, född 19 januari 2000, är en svensk fotbollsspelare som spelar för Brøndby IF.

## Karriär
Björks moderklubb är IFK Holmsund/Sandviks IK. Som 13-åring gick han till Umeå FC. Björk debuterade i Division 1 den 10 juli 2016 i en 1–1-match mot Nyköpings BIS, där han blev inbytt i den 85:e minuten.
I augusti 2016 gick Björk till IFK Norrköping. Säsongerna 2017 till 2019 var han utlånad till samarbetsklubben IF Sylvia. Inför säsongen 2019 flyttades Björk upp i IFK Norrköpings A-lag. Björk gjorde allsvensk debut den 14 juni 2020 i en 2–1-vinst över Kalmar FF, där han blev inbytt i den 81:a minuten mot Christoffer Nyman. I augusti 2020 lånades Björk ut till Trelleborgs FF på ett låneavtal över resten av säsongen 2020.
Den 30 januari 2022 värvades Björk av danska Brøndby IF, där han skrev på ett kontrakt fram till sommaren 2026.
Den 18 augusti 2023 blev Björk utlånad till IFK Norrköping på ett låneavtal fram till sommaren 2024. I juli 2024 förlängdes låneavtalet över resten av säsongen.